# Ystads domsagas tingslag
Ystads domsagas tingslag var mellan 1967 och 1970 ett tingslag i Malmöhus län i Ystads domsaga. Tingsplats var Ystad.

## Administrativ historik
Domsagan bildades 1 juli 1967 genom sammanläggning av delar av Färs tingslag och delar av Vemmenhögs, Ljunits och Herrestads häraders tingslag. Häradsrätter bibehölls inledningsvis i både Ystad och Sjöbo men omkring 1969 överfördes häradsrätten i Sjöbo till Ystad. Häradsrätten ombildades 1971 till Ystads tingsrätt med oförändrad domsaga.